# Juárez (Hidalgo)
Esta página se refiere a una localidad. Para el municipio homónimo véase Municipio de Juárez Hidalgo
Juárez es una localidad mexicana, cabecera del municipio de Juárez Hidalgo en el estado de Hidalgo.

## Toponimia_
Este nombre es una composición de dos palabras en honor de nuestros héroes, Benito Juárez y Miguel Hidalgo y Costilla.
antes de la conquista española llevó por nombre ”Itzlapanitla”, y al ser evangelizado le pusieron por nombre San Guillermo, nombre que llevó hasta la Revolución.

## Geografía
Se encuentra en la región geográfica de la Sierra Alta; a la localidad le corresponden las coordenadas geográficas 20° 47’ 01.38” de latitud norte y 98° 49’ 43.9” de longitud oeste, con una altitud de 1605 m s. n. m. Cuenta con un clima semiseco semicálido, y registra una temperatura media Anual de 17 °C y una precipitación pluvial de 1500 milímetros por año.
En cuanto a fisiografía se encuentra en la provincia de la Sierra Madre Oriental, dentro de la subprovincia del Carso Huasteco; su terreno es de meseta. En lo que respecta a la hidrografía se encuentra posicionado en la región del Pánuco, dentro de la cuenca el río Moctezuma, y en la subcuenca del río Amajac.

## Demografía
En 2020 registró una población de 616 personas, lo que corresponde al 21.28 2% de la población municipal. De los cuales 286 son hombres y 330 son mujeres.
| Gráfica de evolución demográfica de Juárez entre 1921 y 2020 |
|                                                              |
| Población registrada por los censos y conteos del INEGI.     |